# Burgundské hrabství
Burgundské hrabství (francouzsky Comté de Bourgogne) neboli také Svobodné hrabství burgundské (francouzsky Franche Comté de Bourgogne, německy Freigrafschaft Burgund), v raném období bylo nazýváno také jako Burgundské falckrabství, byl stát Svaté říše římské, později území Francie. 
Pozici hraběte drželo postupem času několik významných rodů. V druhé polovině 15. století se ho ujali Habsburkové, kteří následně vedli spor s Kapetovci o titul vévody burgundského. Titulovali se burgundskými vévody na místo (jen) hrabaty, přestože vévodský titul byl tradičně spjat se sousedním státním útvarem západně od hrabství.

## Geografie
Někdejší svobodné středověké hrabství, existující v letech 867 až 1678, se nacházelo na území bývalého francouzského regionu Franche-Comté, s nímž mělo v podstatě téměř shodné hranice. Centrem hrabství bylo město Dole. Stejnojmenné vévodství se nacházelo západněji, na území dnešního Burgundska, které bylo jednou z francouzských provincií.

## Seznam burgundských hrabat

### Bosovci
- 867–870: Odo, hrabě z Mâconu, Dijonu & Autunu
- 870–895: Rodfried, arcihrabě Horního Burgundska
- 921–952: Hugo Černý, (vévoda) arcihrabě Horního Burgundska
- 952–956: Giselbert
- 956–971: Lenthold I.
- 971–975: Alberik II.
- 975–979: Lenthold II.
- 979–995: Alberik III.

### Burgundsko-Ivrejští
- 995–1026: Ota Vilém
- 1026–1057: Renaud I.
- 1057–1087: Vilém I.
- 1087–1105: Renaud II.
- 1105–1125: Vilém II. Němec
- 1125–1127: Vilém III. Dítě
  - 1127–1152: Konrád I.
- 1127–1148: Renaud, III., synovec Renauda II.
- 1148–1184: Beatrix I., dcera Renauda III.
  - 1152–1156: Berthold

### Štaufové
- 1156–1190: Fridrich I. Barbarossa, manžel Beatrix a císař Svaté říše římské
- 1190–1200: Ota I.
- 1200–1205: Johana I., dcera Oty I.
- 1205–1231: Beatrix II., dcera Oty I.

### Andechsové
- 1231–1234: Ota II.
- 1234–1248: Ota III.
- 1248–1279: Adéla (Alix), sestra Oty III.
  - ∞ Hugo z Chalonu, burgundský falckrabě
  - ∞  Filip I. Savojský

### Burgundsko-Ivrejští
- 1279–1303: Ota IV., titulární
  - 1289–1291: Rudolf, také císař Svaté říše římské jako Rudolf I.
- 1303–1315: Robert, titulární
- 1315–1330: Johana II., také hraběnka z Artois (1329–1330)

### Kapetovci
- 1315–1322: Filip II., manžel Johany II. a francouzský král jako Filip V.
- 1330–1347: Johana III., dcera Johany II.
- 1330–1347: Odo I., manžel Johany III. a také burgundský vévoda a hrabě z Artois (1330–1347)

### Burgundští
- 1347–1361: Filip III., také hrabě z Artois (1347) a burgundský vévoda (1349–1361)

### Kapetovci
- 1361–1382: Markéta I., sestra Johany III. a také hraběnka z Artois

### Dampierrové
- 1382–1383: Ludvík II. syn Markéty I. a také flanderský hrabě
- 1383–1405: Markéta III., dcera Ludvíka II. a také hraběnka flanderská, artoiská, neverská, rethelská a od roku 1404 vévodkyně brabantská a limburská

### Burgundská dynastie Valois
- 1383–1404: Filip IV., také burgundský vévoda jako Filip II. (1363–1404)
- 1405–1419: Jan I. Smělý, také vévoda burgundský jako Jan II. (1404–1419)
- 1419–1477: Filip V. Dobrý, také burgundský vévoda jako Filip III. (1419–1467)
- 1467–1477: Karel I. Smělý, také vévoda burgundský (1467–1477)
- 1477–1482: Marie I. s Maxmiliánem I.

### Habsburkové
- 1477–1482: Maxmilián I., s Marií I.
- 1482–1506: Filip VI., také král kastilský jako Filip I.
- 1506–1558: Karel II., také císař Svaté říše římské jako Karel V.
- 1558–1598: Filip VII., také španělský král jako Filip II.
- 1598–1633: Isabela III., dcera Filipa VI.
- 1633–1665: Filip VIII., také španělský král jako Filip IV.
- 1665–1678: Karel III., také španělský král jako Karel II.

## Symbolika

znak hrabství:
znak hrabat do konce 13. století
14. století, znak hrabství
16. století

prapor, vlajka hrabství:
středověký heraldický prapor
heraldická vlajka se znakem přijatým v 16. století
v době Habsburků

erby vládnoucích dynastií:
Ivrejští (982–1190)
Štaufové (1190–1231)
Andechsové (1231–1279)
Ivrejští (1279–1330)
Kapetovci (1330–1347, 1361–1382)
Burgundští (1347–1361)
Dampierrové (1382–1404)
Burgundští Valois (1405–1482)
Habsburkové (1482–1678) (tento Filipa VI.)